# Cantone di San Quintino 3
Il Cantone di San Quintino 3 (in francese Canton de Saint-Quentin-3) è una divisione amministrativa dell'arrondissement di San Quintino.
Fino al 2014 cantone di San Quintino Sud (in francese Saint-Quentin-Sud), a seguito della riforma approvata con decreto del 21 febbraio 2014, che ha avuto attuazione dopo le elezioni dipartimentali del 2015, è passato da 5 a 8 comuni, oltre a parte della città di San Quintino.

## Composizione
I 5 comuni facenti parte prima della riforma del 2014 insieme a parte della città di San Quintino erano:
- Gauchy
- Harly
- Homblières
- Mesnil-Saint-Laurent
- Neuville-Saint-Amand

Dal 2015, a parte della città di San Quintino, i comuni appartenenti al cantone sono i seguenti 8:
- Castres
- Contescourt
- Gauchy
- Grugies
- Harly
- Homblières
- Mesnil-Saint-Laurent
- Neuville-Saint-Amand